# Sora no Kanata e
Sora no Kanata e é um single de Hironobu Kageyama. Foi lançado em 22 de fevereiro de 2023 pela Lantis e possui quatro faixas.

## Produção
Kageyama manteve a criação das músicas em seu ciclo mais próximo, convocando seus companheiros de LAZY para compor uma das faixas, e convocando sua filha Nana Kageyama para arranjar todo o material. Além de sua própria carreira solo como compositora e cantora, ela já havia arranjado o álbum Hangeki no Ouchi Rock um ano anterior.
O single foi lançado no mesmo dia em que o filme para o qual foi composta estreou.

## Legado
A música foi composta para ser o tema do filme Ultraman Decker Finale: Journey to Beyond.

## Recepção
O single chegou à 73ª posição na Billboard Japan.

## Faixas
| N.º            | Título                           | Letras         | Música         | Arranjo        | Duração |  |
| 1.             | "Sora no Kanata e"               | H. Kageyama    | H. Kageyama    | Nana Kageyama  | 4:18    |  |
| 2.             | "ULTRA HIGH-Returns"             | LAZY           | LAZY           | N. Kageyama    | 4:07    |  |
| 3.             | "Sora no Kanata e (off vocal)"   | instrumental   | H. Kageyama    | N. Kageyama    | 4:18    |  |
| 4.             | "ULTRA HIGH-Returns (off vocal)" | instrumental   | LAZY           | N. Kageyama    | 4:05    |  |
| Duração total: | Duração total:                   | Duração total: | Duração total: | Duração total: | 16:48   |  |